# Mouvement associé
Le mouvement associé est une catégorie grammaticale dont la fonction est d'« associer une composante de mouvement à l'événement exprimé par la racine verbale à laquelle ils s'attachent » selon Guillaume (2009:181).
Cette catégorie grammaticale est attestée dans les langues pama-nyungan, en particulier en arrernte (Koch 1984, Wilkins 1991), en tacana (Guillaume 2006, 2009) et dans les langues rGyalrong (Jacques 2013), où elle se distingue en particulier des constructions à verbe de mouvement.